# Topolovica (Veliki Grđevac)
Topolovica est un village de la municipalité de Veliki Grđevac (Comitat de Bjelovar-Bilogora) en Croatie. Au recensement de 2001, le village comptait 14 habitants.